# Selce (Banská Bystrica)
Selce (slowakisch bis ins 19. Jahrhundert „Selec“; ungarisch Szelcse, bis 1888 Szelec, deutsch Seltz) ist eine Gemeinde in der Mitte der Slowakei mit 2100 Einwohnern (Stand 31. Dezember 2024). Sie liegt im Okres Banská Bystrica, der zum Banskobystrický kraj gehört.

## Geographie
Selce liegt in der Tallandschaft Horehronie unterhalb des Gebirges Starohorské vrchy am Bach Selčiansky potok, sechs Kilometer östlich von Banská Bystrica.

## Geschichte
Der Ort wurde zum ersten Mal 1332 als Omnes Sancti de Zolio erwähnt, nach dem Namen der örtlichen Kirche Allerheiligen, 1340 dann als Selcze. Selce war lange Jahrhunderte ein Bauerndorf, der zum Herrschaftsgut der nahen Burg Liptsch gehörte.

## Bevölkerung
| Jahr                | 1994 | 2004    | 2014    | 2024    |
| ------------------- | ---- | ------- | ------- | ------- |
| Anzahl der Personen | 1987 | 2049    | 2161    | 2100    |
| Unterschied         |      | +3,12 % | +5,46 % | −2,82 % |

| Jahr                | 2023 | 2024    |
| ------------------- | ---- | ------- |
| Anzahl der Personen | 2117 | 2100    |
| Unterschied         |      | −0,80 % |

Ergebnisse nach der Volkszählung 2001:
- 2010 Einwohner gesamt

| Nach Ethnie: - 98,36 % Slowaken - 0,70 % Tschechen - 0,15 % Magyaren | Nach Religion: - 82,49 % römisch-katholisch - 7,86 % evangelisch - 4,78 % konfessionslos |

## Sehenswürdigkeiten
- römisch-katholische Allerheiligenkirche aus dem 14. Jahrhundert
- Anhöhe Hrádok (780 m n.m.), bekannt als Fundort römischer Münzen und Schmuck

## Persönlichkeiten
- Andrej Očenáš (* 8. Januar 1911 in Selce; † 8. April 1995 in Bratislava), slowakischer Komponist
- Tamara Mesíková (* 2006), Skispringerin, lebt in Selce